# 世古恋羽
世古 恋羽（せこ こはね、2011年〈平成23年〉3月2日 - ）は、日本の女性アイドル、ファッションモデル。千葉県出身。

## 略歴
2019年3月に『こにゃんこ』のメンバーとしてデビュー。
2021年2月18日、3月末に『こにゃんこ』を卒業し、『超音波』へ移籍することを発表。しかし、3月17日に加入が見送りになる可能性があることを発表。
2021年4月29日に『RepiDoll』結成時のメンバーとして活動することを発表。2023年7月15日に『RepiDoll』を卒業。
2021年11月には世界4大ミスコンの一つ『ミス・アース・ジャパン』が開催する『ジュニア・アース・ジャパン千葉大会』を勝ち抜き、12月には同コンテストの日本大会に出場した。
2024年 映画『Personality 私を…見て…』完成。姉の世古乙羽と共に映画初出演。なおこの映画には、同じアイドルグループのメンバーだった、小松愛華、小松華音も出演している。
所属グループ遍歴
- こにゃんこ（2019年3月 - 2021年3月）
- RepiDoll（2021年4月 - 2023年7月）

## 人物
趣味はゲームとお絵描き、歌、ダンスで、特技はダンスと歌。
現在地元にいることのほうが多い。　中学校在籍中。

## 出演

### 映画
- Personality 私を…見て…（2024年）

### WebCM
- 2019年11月 『Dog shop Burg』